# Ракитное (Воронежская область)
Раки́тное — посёлок в Новоусманском районе Воронежской области.
Входит в состав Воленского сельского поселения.

## Климат
Климат умеренно континентальный. Населённый пункт располагается в лесостепной зоне. Количество осадков колеблется от 500 до 650 мм.

## Население
| 2008 | 2010 |
| ---- | ---- |
| 11   | ↗16  |